# استارویعقوبوو
استارویعقوبوو (انگلیسی: Staroyakupovo) یک شهرک در شهرستان زیلایرسکی استان باشقیرستان کشور روسیه است.